# سورامانوو
سورامانوو (انگلیسی: Suramanovo) یک شهرک در شهرستان اوچالینسکی استان باشقیرستان کشور روسیه است.